# صفة (لغة)
|  | يجري الآن نقاش حول نقل صفحة صفة (لغة) إلى معلم (لغة). جار التوصل إلى اتفاق بشأن النقل في صفحة طلبات النقل. |

المَعْلَم أو السِّمَة أو الملمح (ج. ملامح) أو الصفة في علوم اللغة بصفة عامة هي ما يدل على عنصر من عناصر اللغة. إذا كانت الصفة تحتمل وجها واحدا، أي أنها محققة، تسمى أحادية ورمزها [صفة]، وإن احتملت وجهين اثنين، إما أن تتحقق وإما ألا تتحق، سميت ثنائية ورمزها [±صفة] فرمز [+صفة] يعني أنها محققة أو تسمى صفة موجبة ورمز [-صفة] يدل على أنها لم تتحقق أو سمها صفة سالبة.
تنقسم الصفة بالعموم إلى ستة أقسام:
- صفة سماعية:[9] التردد والطيف والمطال والمدة ونحو ذلك
- صفة لفظية:[10] التصويت والصمت والجهر وغيرها من صفات الحروف
- صفة قياسية:[11] بحسب اللغة
- صفة صوتية:[12] بحسب اللغة. وتأتي في أدنى مراتب الأصوات
- صفة لحنية:[13] التنغيم والإيقاع والنبر وهلم جرا
- صفة معنوية:[14] بحسب اللغة

## تعريفات

### لفظ مشتركبين مختلف العلوم
الصفة مصدر فعل وصف معناها الحال المنتقلة أما النعت فالحال الثابتة، وهما مترادفان عند النحاة؛ في المقابل، فالصفة والاسم متقابلان، فالاسم ما دل على معنى في ذاته والصفة على معنى في غيرها، وكلاهما مشمول بذاته، فالاسم يقصد منه قسم من أقسام الكلمة الثلاثة تارة وتارة يقصد منه قسم من أقسام الاسم الأربعة وهي الظرف والمصدر والصفة و"الاسم"، وكذلك الصفة يراد بها الصفة العامة في علوم اللغة والصفة الخاصة في النحو بالتحديد والتي هي النعت.
الوصف يتعلق بالواصف أما الصفة فبالموصوف. الوصف عرفه الشريف الجرجاني في كتاب التعريفات بأنه عبارة عما دل على الذات باعتبار معنى هو المقصود من جوهر حروفه، أي يدل على الذات بصفة. الصفة يقابلها الاسم.